# Tercera identidad
Tercera identidad  ——cuyo título original en inglés es A Diferent Loyalty— es una película  de Estados Unidos, dirigida por  Marek Kanievska  en 2004, protagonizada por Sharon Stone, Rupert Everett, John Bourgeois, Joss Ackland, Mark Rendall, y rodada en Canadá, Reino Unido y Malta.
Marek Kanievska, director de Golpe al sueño americano, firma este drama romántico de espías y agentes dobles basado en hechos reales, donde se narra el caso de Leo Cauffield, espía británico al servicio comunista.

## Sinopsis
A finales de los cincuenta Sally (Sharon Stone) trata de soportar estoicamente las largas ausencias de su marido, un corresponsal del New York Times. La aparición en escena del apuesto Leo (Rupert Everett) pondrá todo patas arriba. Éste, también periodista, exjefe de la división de contraespionaje del MI6 y enviado por el London Times a Oriente Medio, acabará conquistando el corazón de Sally. Corre el año 63 y Sally y Leo viven felizmente casados hasta que la repentina desaparición de éste una noche de tormenta lo destruye todo. Desde entonces Sally vive obsesionada por conocer el paradero de su esposo. La embajada británica sospecha que Leo es un espía de la URSS, y poco a poco la sufrida esposa descubrirá todo un arsenal de secretos que revelan a Leo como uno de los espías más importantes del siglo XX. Sally sólo quiere saber por qué son más importantes los juegos de alta política que la felicidad tan arduamente conquistada entre los dos amantes, comprometida por la defensa de unos ideales y por una huida clandestina una noche cualquiera de 1963.

## Reparto
- Sharon Stone	... Sally Cauffield
- Rupert Everett	...	Leo Cauffield
- Julian Wadham	...	Andrew Darcy
- Michael Cochrane	...	Dick Madsen
- Anne Lambton	...	Cynthia Cauffield
- Jim Piddock	...	George Quennell
- Richard McMillan	...	Angus Petherbridge
- Mimi Kuzyk	...	Leslie Quennell
- Emily VanCamp	...	Jen Tyler
- Tamara Hope	...	Lucy Cauffield
- Mark Rendall	...	Oliver Cauffield
- Damir Andrei	...	Aleksi
- John Bourgeois	...	Paul Tyler
- Sonja Smits	...	Fay Tolland
- Edward Hibbert...	Sir Michael Strickland
- Joss Ackland	...	Randolph Cauffield
- Jack Galloway	...	Peter Lewis
- Matthew Scurfield	...	Anton Zakharov
- Ron Lea	...	Jack Hewitt
- Carl Marotte	...	 Agente CIA Ken Riedler
- Richard Zeman	...	Agente CIA Art Yallop
- Guy Sprung	...	 Dennis Acworth
- Jane Wheeler	...	Catherine Darcy / Invitada 1 en la cena de Tolland
- Rob Burns	...	 Agente FBI Joseph Crabbe
- Tom Rack	...	 Agente británico
- Sylva Balassanian	...	cantante árabe
- Paul Stewart	...	Glen Tolland
- Jonathan Higgins	...	Colin Naylor
- Alex Bisping	...	Agente 1 del Servicio Secreto Británico
- Terry Simpson	...	Agente 2 del Servicio Secreto Británico
- Matthew Rothpan	...	Hugh Quennell - 5 años
- Gabriel Patino		...	George Quennell Jr. - 7 años
- Matthew Gagnon	...	George Quennell Jr. - 20 años
- Gabriel Marian Oseciuc	...	Agente ruso 1
- Sergei Priselkov		...	Agente ruso 2
- Dmitri Gorski	...	Taxista ruso
- Tony Bentivegna (hijo)  .	...	Joven árabe
- Fatima Lebzioui	...	 Sirviente de Tolland
- Jesmond Fenech	...	Botones
- Joseph Antaki	...	Oficial de seguridad libanés
- Hugh Simon	...	Hombre con impermeable
- Pierre Leblanc	...	Hombre con auriculares
- Joseph Long	...	Diplomático ruso

## Crítica
Ed González escribió en el sitio Slantmagazine :

«Esta película…no ilustra sobre la paranoia de la época pero ofrece una Sharon Stone con innumerables clips propios de películas de los Premios Oscar, ninguno mejor que cuando ella le pide a Rupert Everett que elija entre el comunismo y sus tetas. [...] es sometida a una vergüenza tras otra a lo largo del filme. Ella no es una comunista -todo lo que quiere hacer es ver a su marido, -[...] En un momento dado un dandy británico acusa al marido de Sally, Leo (Everett), de “estar en el closet, pero las risas terminan ahí. Stone se mueve exitosamente con el material melodramático, pero su buena actuación no es suficiente para salvar a esta película tan poco jugosa y con extrema necesidad de un toque de más Douglas Sirk.»

## Candidaturas
Fue seleccionada como candidata al premio San Jorge de oro en el 26° Festival de Cine Internacional de Moscú.